# پایو بیلیک
پایو بیلیک (اسلواکی: Paľo Bielik; ۱۱ دسامبر ۱۹۱۰ – ۲۳ آوریل ۱۹۸۳) بازیگر، کارگردان فیلم، فیلم‌نامه‌نویس اهل کشور اسلواکی بود.
از فیلم‌ها یا برنامه‌های تلویزیونی که وی در آن نقش داشته‌است می‌توان به قصه‌های چاپک اشاره کرد.